# Janko Ferk
Janko Ferk, slovensko-avstrijski pravnik in pisatelj, * 11. december 1958, Škocjan v Podjuni, avstrijska Koroška.

## Življenjepis
Ferk (doktor prava) je sodnik deželnega sodišča v Celovcu, profesor Celovške univerze in član sosveta za literaturo v Uradu zveznega kanclerja na Dunaju, kjer je deloval kot član komisije za varovanje avstrijskega zakona o radio-televiziji in sosveta za literarne prevajalce. V Združenju avstrijskih sodnic in sodnikov je sodeloval v delovni skupnosti za etična vprašanja in je soavtor Etičnega kataloga ("Welser Erklärung", 2007).
V nemški jezik je prevedel dela številnih slovenskih pisateljev, nazadnje je izdal knjižne prevode Žarka Petana in Nika Grafenauerja] (pesniška zbirka Skrivnosti). Za spletni portal Lyrikline je prevedel Nika Grafenauerja, Braneta Mozetiča, Josipa Ostija in Marjana Strojana. Objavlja tudi pravne razprave, predvsem v strokovnih revijah Neue Juristische Wochenschrift, Pravnik in Staatsbürger. Je redni sodelavec pravnoznanstvene revije EF-Z (Založba Manz, Dunaj). Ferk je član Društva slovenskih pisateljev in Slovenskega centra PEN ter številnih drugih poklicnih in pisateljskih zvez v Avstriji in v inozemstvu, med drugim društev Kafka Society of America (New York) in Österreichische Franz Kafka-Gesellschaft (Dunaj).

## Nagrade
Janko Ferk je prejel za svoja literarna dela več nagrad, tako Literarno nagrado P.E.N.-kluba Liechtenstein (Literaturpreis des P.E.N.-Clubs Liechtenstein, 2002) in nazadnje Prevajalsko premijo avstrijskega Urada zveznega kanclerja (Übersetzerprämie des Bundeskanzleramts, 2005, 2006). Leta 2018 je prejel Nagrado dežele Koroške za življenjsko delo (Preis des Landes Kärnten). Leta 2020 mu je Koroška deželna vlada podelila Častni znak (Ehrenzeichen des Landes Kärnten). Avstrijski Zvezni predsednik mu je leta 2024 podelil Častni križ za znanost in umetnost (Ehrenkreuz für Wissenschaft und Kunst).

## Dela
Doslej je objavil več kakor trideset knjig, med drugimi:
- monografija: »Pravo je Proces«, ki se nanaša na pravno filozofijo Franza Kafke. (založba Manz, Dunaj 1999, 2. naklada 2006; prevod v hrvaščino 2010)
- pesniška zbirka »Psalmi in cikli« (založba Atelier, Dunaj 2001); prevod v hrvaščino, Psalmi i ciklusi, je izšel v založbi Naklada Lara, Zagreb 2006.
- zbirka esejev »Gutgeheißenes und Quergeschriebenes« (Mohorjeva založba, Celovec-Dunaj 2003).
- zbirka esejev »Kafka und andere verdammt gute Schriftsteller« ( Mohorjeva založba, Celovec-Dunaj 2005).
- prevod pesniške zbirke »Napisi na zid zemlje« (Založba Obzorja, Maribor 1986, s spremno besedo Pavleta Zidarja), Natpisi na zid zemlje, je izšel v založbi Naklada Lara, Zagreb 2007.
- prevod prozne zbirke »Vsebina peščenih ur« (Mohorjeva založba, Celovec - Dunaj 1989), Sadržaj pješčanih satova, je izšel v založbi Naklada Lara, Zagreb 2007.
- prevod monografije »Pravo je 'Proces'. O Kafkovi pravni filozofiji« je izšel v Založbi Gospodarski vestnik, Ljubljana 2007.
- zbirka esejev »Wie wird man Franz Kafka?« s spremno besedo Wendelina Schmidta-Denglerja, LIT Verlag, Dunaj-Berlin 2008.
- sedemjezična pesniška zbirka »10 x 7« je izšla v založbi Naklada Lara, Zagreb 2008.
- proza »Brief an den Staatsanwalt. Eine forensische Novelle«, Edition Atelier, Dunaj 2008.
- proza "Eine forensische Trilogie. Drei Novellen", Edition Atelier, Dunaj 2010.
- učbenik "Osnove podjetniškega in pogodbenega prava Avstrija/Slovenija", Mohorjeva založba, Celovec-Dunaj-Ljubljana 2011.
- monografija "Ulrich Habsburg-Lothringen", Carinthia Verlag, Dunaj-Gradec-Celovec 2011.
- trojezična pesniška zbirka »Pasadena« je izšla v založbi Naklada Lara, Zagreb 2012.
- monografija "Die Parenzana. Gehen. Genießen. RAD fahren. Von Triest bis Poreč", Styria Verlag, Dunaj-Gradec 2013. 2. naklada 2013; 3. naklada 2014; 4. naklada 2017.
- zbirka esejev "Luft aus der Handtasche. Rezensionen zur deutschsprachigen Literatur 2005 - 2012 von A bis Zeh", LIT Verlag, Dunaj-Berlin 2013. 2. naklada 2013.
- proza "Der Schneckenesser von Paris. Essays und Geschichten", Mitter Verlag, Wels 2013.
- roman "Der Kaiser schickt Soldaten aus", Styria Verlag, Dunaj-Gradec 2014. Slovenski prevod 2014.
- pesniška zbirka "Brot und Liebe. Gesammelte Gedichte" s spremno besedo Manfreda Müllerja, Styria Verlag, Gradec-Dunaj 2014.
- zbirka esejev "Bauer Bernhard, Beamter Kafka. Dichter und ihre Zivilberufe", Styria Verlag, Dunaj-Gradec 2015.
- monografija "Parenzana. Na poti stare železnice od Trsta do Poreča", Sidarta, Ljubljana 2017.
- monografija "Drei Juristen. Gross - Kafka - Rode. Wissenschaftliche Essays". Grazer Universitätsverlag, Gradec 2017.
- monografija Craft-based Design. On Practical Knowledge and Manual Creativity/Von Handwerkern und Gestaltern. Izd. Stefan Moritsch. Niggli Verlag, Zürich 2018.
- proza "Zwischenergebnis. Gesammelte Prosa". Leykam Verlag, Gradec 2018.
- zbirka esejev "Die Kunst des Urteils. Rezensionen zur deutschsprachigen Literatur 2013-2018 von A-mann bis Z-mann", LIT Verlag, Dunaj-Berlin 2019.
- pesniška zbirka "Kraj mrtvih priroda/Konec tihožitij", zbrane pesmi v slovenskem izvirniku in v hrvaškem prevodu, v dveh knjigah, Naklada Lara, Zagreb 2019.
- zbirka esejev "Kafka, neu ausgelegt. Originale und Interpretationen", znanstveni eseji, Leykam Verlag, Gradec 2019.
- pesniška zbirka "Konec tihožitij. Zbrane pesmi, balade in cikli 1975 - 2018", Mariborska literarna družba, Maribor 2019.
- zbirka esejev "Mit dem Bleistift in der Hand. Rezensionen zur deutschsprachigen Literatur 2018-2021 von Bernhard über Handke bis Kafka". LIT Verlag, Wien/Berlin 2021.
- monografija "Der Rilke-Weg. Ein Wanderführer von Grado über Görz und Triest bis Muggia und Udine". S slikami Helmutha Weichselbrauna. EDITION Kleine Zeitung, Graz 2021 (2. naklada 2022).
- zbirka esejev "Kafkas 'Strafen', neu ausgelegt. Originale und Interpretationen". Leykam Verlag, Graz/Wien 2022.
- proza "Mein Leben. Meine Bücher". Limbus Verlag, Innsbruck 2022.
- monografija "Die Slowenische Riviera. Eine Reisemonografie von Ankaran über Koper und Izola bis Piran und Portorož sowie über die Städte Opatija und Rijeka in Kroatien". S slikami Helmutha Weichselbrauna. EDITION Kleine Zeitung, Graz 2022.
- zbirka esejev "Sprachkunstwerke, wie sie im Buch stehen. Rezensionen 2001 - 2022 von Begley über Lendvai bis Rawls." LIT Verlag, Wien/Münster 2022.
- monografija "Die Istrische Riviera. Eine Reisemonografie von Savudrija über Rovinj bis Medulin". S slikami Helmutha Weichselbrauna. EDITION Kleine Zeitung, Graz 2023.

Ferkova dela so prevedena v angleščino, italijanščino, francoščino, hrvaščino in druge jezike. Knjižni prevodi so izšli v angleščini (Ariadne Press, Riverside, Kalifornija, ZDA), italijanščini (Edizioni Braitan, Bračan pri Krminu, Italija) in hrvaščini (Naklada Lara, Zagreb, Hrvaška). Objavljen je v več kakor sto antologijah po svetu.
Ferk je pobudnik literarnega leksikona Profile der neueren slowenischen Literatur in Kärnten (Profili novejše slovenske literature na Koroškem), katerega izdajatelj je Johann Strutz, in spletne strani o koroški slovenski literaturi www.slolit.at. Kot urednik Mohorjeve založbe v Celovcu je v osemdesetih letih dvajsetega stoletja ustanovil ediciji Austriaca in Slovenica, v katerih do danes izhajajo prevodi avstrijske in slovenske literature. Poleg tega se ukvarja z opusom Franza Kafke in je mednarodno priznan kafkolog.